# Festungs-Brigade 135
Die Festungs-Brigade 135 war eine deutsche Infanteriebrigade im Zweiten Weltkrieg.

## Brigadegeschichte
Der Festungs-Brigadestab 135 wurde im April 1944 als Heerestruppenteil aufgestellt und hatte das Kommando über die auf Korsika und Elba eingesetzten Festungs-Bataillone. Die Festungs-Bataillone 905 bis 907 waren auf Korsika, die Festungs-Bataillone 902 und 908 auf Elba. Vorher war sie nach seinem Kommandeur Festungs-Brigade Almers genannt worden. Die Brigade wurde von Oberst Kurt Almers kommandiert und unter dessen Führung wurde die Brigade auch für Aktionen gegen Partisanen eingesetzt. 
Die Unterstellung erfolgte unter das LXXV. Armeekorps in der Armeeabteilung von Zangen. 1945 war die Festungs-Brigade 135 in der Armee Ligurien. 

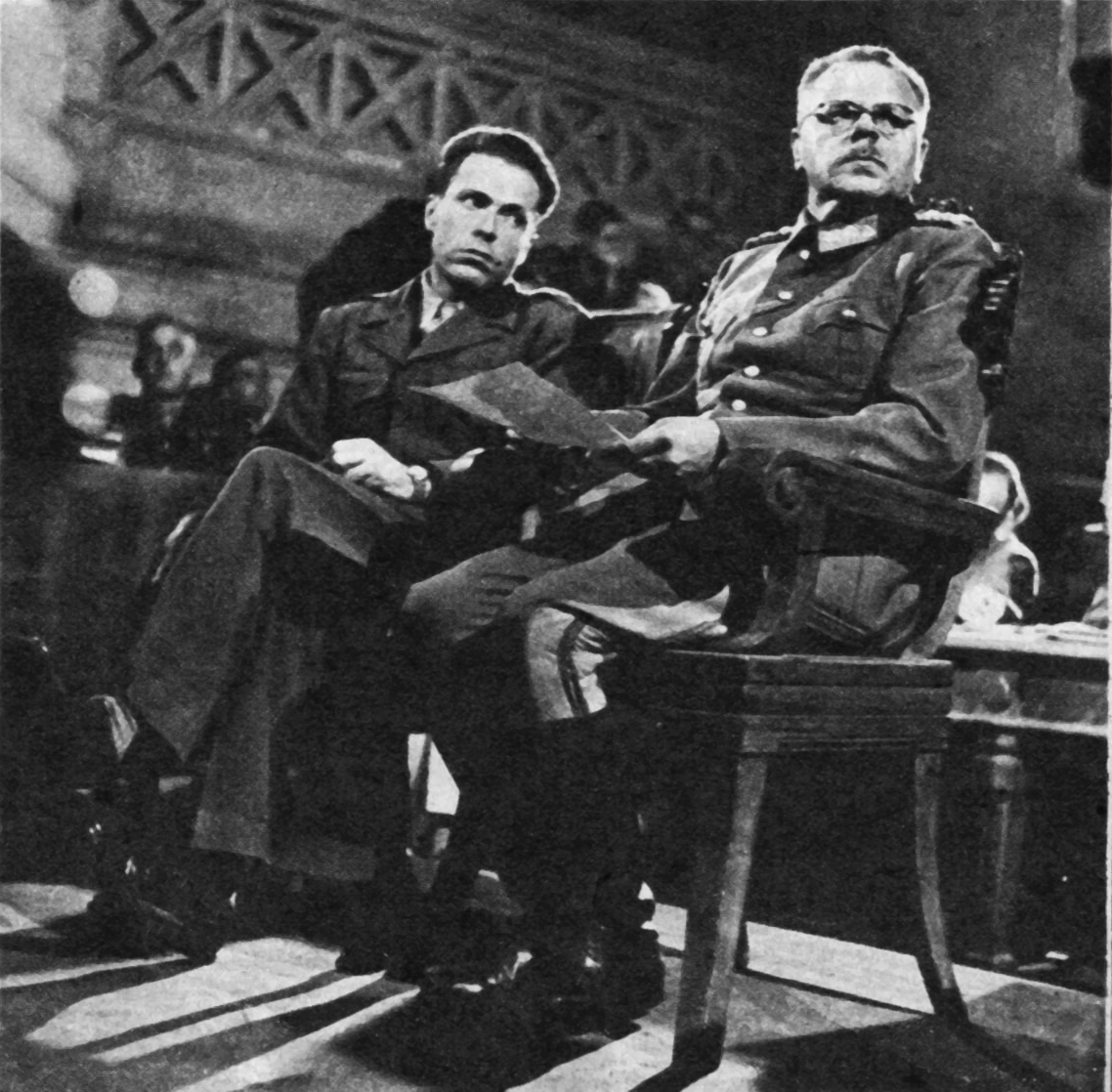
Anton Dostler vor Gericht in Caserta mit seinem Übersetzer Albert O. Hirschman, 1945.

Am 22. März 1944 landete ein Kommando von 15 US-Soldaten des OSS, einschließlich zweier Offiziere, an der italienischen Küste, 100 Kilometer nördlich der Hafenstadt La Spezia. Ihre Aufgabe war es, einen Eisenbahntunnel zwischen La Spezia und Genua zu zerstören. Zwei Tage später wurden sie von italienischen und deutschen Soldaten gefangen genommen. Sie wurden nach La Spezia gebracht und neben dem Hauptquartier der Festungs-Brigade 135 inhaftiert. Die Soldaten des OSS wurden verhört. Einer der Offiziere verriet den Plan der Mission namens Operation Ginny, was Anton Dostler, Befehlshaber des LXXV. Armeekorps, mitgeteilt wurde. Dostler meldete den Fall an den deutschen Oberbefehlshaber in Italien, Generalfeldmarschall Kesselring. Dieser ordnete die Erschießung der Amerikaner an. Ein Offizier von Dostlers Stab, Alexander zu Dohna-Schlobitten, hätte den Erschießungsbefehl weiterleiten sollen, weigerte sich jedoch. Wie er später in seinen Memoiren schrieb, hatten sich die uniformierten Soldaten freiwillig in deutsche Gefangenschaft begeben, nachdem die Durchführung ihres Auftrags gescheitert war und die deutschen Truppen alarmiert waren. Dohna war sich dieser Tatsachen sicher, da er sie selbst ins Kriegstagebuch eingetragen hatte. Damit waren die Amerikaner nach Dohnas Ansicht als Kriegsgefangene zu behandeln – als rangniederer Offizier hatte er allerdings im Gegensatz zu Dostler keine Kenntnis von Hitlers geheimer Anweisung, dem sogenannten Kommandobefehl. Dohna wurde wegen seiner Weigerung im Mai 1944 wegen Ungehorsams und wegen politischer Unzuverlässigkeit aus der Armee ausgeschlossen. Dostler gab den Erschießungsbefehl an die Festungs-Brigade weiter. Almers gab den Befehl zur Vorbereitung der Erschießung inkl. dem Ausheben der Gräber. Trotz Versuche einiger Offiziere der Festungs-Brigade, die Entscheidung aufzuheben und die vergeblich waren, wurden die US-Soldaten letztendlich durch Angehörige der Festungs-Brigade 135 hingerichtet. Nach dem Krieg wurde Dostler für die Erschießung der amerikanischen Soldaten vor einem US-Militärgericht in Caserta angeklagt, verurteilt und hingerichtet. Almers wurde zwar festgenommen und befragt. Er konnte mehrfach aus der Haft fliehen und tauchte ohne bestraft zu werden unter. 
Am 4. und 5. Mai 1944 fand im Ortsteil Mommio die erste Operation gegen Partisanen in der Gemeinde Fivizzano statt. Die 2000-Mann starke Aktion stand unter der Leitung von Almers und u. a. der Zuweisung der Ausklärungsabteilung der Fallschirm-Panzer-Division 1 Hermann Göring. Die Aktion wurde als Massaker von Mommio bekannt. Bei diesem Massaker wurden 35 unbeteiligte Dorfbewohner getötet. Die Gesamtzahl der Getöteten lag bei 143. 170 Personen wurden gefangen genommen, darunter auch ein amerikanischer Oberstleutnant.
Eine aus 90 Mann bestehende Kampfgruppe der Festungsbrigade wurde am 14. April 1945 in die kleine Stadt Busalla bei Genua entsandt, um eine kleine Razzia gegen die Partisanen auf dem Monte Sella durchzuführen. Aufgrund von Koordinationsfehlern wurde sie jedoch besiegt, wobei etwa 15 Mann starben und einige vermisst wurden.
Die Festungs-Brigade 135 bestand bis Kriegsende.